# 维尔纳·科尔迈尔
维尔纳·科尔迈尔（德語：Werner Kohlmeyer，1924年4月19日—1974年3月26日），德国前男子足球运动员，场上位置是后卫。他曾代表西德国家队参加1954年国际足联世界杯，结果队伍获得冠军。